# R-TYPE
『R-TYPE』（アール・タイプ）は、1987年7月にアイレムから開発・発売されたアーケードゲーム用横スクロールシューティングゲームである。
キャッチコピーは「それは悪によって、歪められた異次元空間より始まる＿。」（アーケード版のポスターより）。
自機の「R-9」で地球の脅威である異次元空間のバイド帝国を破壊することを目的としたストーリーと、エネルギーを一定時間溜めて放つ「溜め撃ち」である波動砲の発射や、半分無敵に近い存在「フォース」システムで大ヒットを博した本作は様々なプラットフォームに移植される。特に、PCエンジン版はゲーム誌『ファミコン通信』の「クロスレビュー」にてゴールド殿堂入りを獲得し、1989年の『R-TYPE II』以後も続編が作られてシリーズ化した。
本記事では主に、1987年発売のアーケード版（第1作）および、家庭用ゲーム機・スマートフォンなどのデジタルデバイス版について解説する（詳細については#他機種版を参照）。
本シリーズの公的な資料集は一括した書籍やデータとして出たことはないが、アイレムの会報誌、サウンドトラック、攻略本などに断片的に記載があり、それらの情報が続編にも記載されていることがある。

## ゲーム内容

### システム
自機「R-9（アール・ナイン）」を8方向レバーと2つのボタン（ショット、フォース脱着）で操作。斜めに移動できるなど中心の1ドットしかない当り判定は続編の一部にも採用されているが、敵機や敵弾の判定が見た目よりも大きく、助けられることはあまりない。
地形接触などのミスをすると、それまでのパワーアップを全てなくした上で一定の地点まで戻され、残機を全て失うとゲームオーバー。全8ステージ×2周でゲームクリアだが、2周目は敵・敵弾の高速化・増量などに加えて、一部敵の耐久力が極端に上昇する。

### 波動砲
ショットボタンをしばらく押してから離すことで、通常弾の2倍から16倍の破壊力を持ち、耐久力の低い敵を貫通する「波動砲」（溜め撃ち）を発射する。本作ではパワーアップに依存しない仕様であるため、ミス後の復帰や弱点を頻繁に露出しない敵に威力の高い一発を命中させることができる。
自機には物理的な砲口がない。前方に力場を発生させた場所を作り、その中にエネルギーを蓄積し、力場を解いてベクトルを持たせたエネルギーを解放することで発射される。

### フォース
アイテムの一種「レーザークリスタル」を取得することで出現するオレンジ色の光球に機械（コントロールロッド）をつけた攻防一体の兵器。一部特殊弾以外の敵弾に対する完全無敵の防御判定があり、敵機に直接接触させることでダメージを与えることもできる。
「レーザークリスタル」を取得することで最高3段階までパワーアップするほか、自機前後の合体時には自機の移動に応じて回転方向が変わり、三段階目は前後の移動でコントロールロッドが開閉するなど非常に凝った動きをする。
2段階目以上にパワーアップしているフォースは装着した方向に取得したレーザークリスタルの種類に応じた特殊レーザーを発射し、フォース装着時にフォースボタンを押すと、フォースは画面端まで勢いよく射出され、やがて自機と一定の距離を保ちながら空中を浮遊する。分離時はパワーアップ状態に応じて1方向（前方のみ）、2方向（前方に横V字）、4方向（前方に横V字+上下鉛直）に通常弾を発射。分離中に前方または後方のいずれかからフォースに接触するか、フォースボタンを押すと、ゆっくり近づいてきて再び自機と合体する。
切り離したフォースを呼び寄せた時は、地形や耐久力のある敵をすり抜けてストレートに戻ってくることはできない。フォースを呼び寄せようとしても地形に引っかかってしまう不自由さを持っているため、これまでにない攻略性とエモーショナルなドラマを実現させた。

### アイテム
ステージ中に出現する「POWアーマー」と呼ばれるキャラクターを破壊することで各種アイテムが出現する。

#### レーザークリスタル
取得することでフォースを出現させたりパワーアップさせることができるレーザークリスタルは対空レーザー（赤）・反射レーザー（青）・対地レーザー（黄）の3種類がある。
2段階目以降の各レーザーは排他選択であり、最後に取得したレーザークリスタルに対応するものが発射される。
- 対空レーザー（赤）

フォース装着側の水平方向に二対発射される破壊力が高いレーザー。
2段階目時は二連の短いレーザー、3段階目時にはサインカーブを描きながら水平方向に飛んでいく。フォースが2段階目以上の時に限り、ビットからも対空レーザーが発射される。
- 反射レーザー（青）

地形接触で反射する細長いレーザー。水平方向と斜め上下の計3方向に発射され、3段階目だとレーザーが長くなる。
水平方向のレーザーは180度、それ以外は90度屈折する。
- 対地レーザー（黄）

地形表面を這うように進むレーザー。3段階目だとレーザーが長くなる。地形上の敵に対して絶大な効果を持つが、上下方向に発射されるために自機正面もしくは後方には発射されない。

#### その他のアイテム
- ビット

自機の上下に配置される支援装備。取得すると自機上部に装着され、さらに取得すると自機下部に装着される。全ステージを通して固定配置されているのは4個のみ。
自機とワンテンポ遅れて動くため、スピードを3つ以上取得すると移動速度に追従できなくなる。フォースと同様に触れた敵にダメージを与え、対空レーザー装備時のフォース装着方向に対空レーザーを発射する。
- 誘導ミサイル

敵を捕捉し自動追尾する2発のミサイルが発射される。ただし攻撃力はさほど高くはない。
- スピードユニット

取得するごとに自機の移動速度が向上する。
ミスしない限り向上したスピードを元に戻すことはできない。

### 備考
- 旧アイレムファンクラブ会報誌『ドラゴンフライ』には、『R-TYPE ILLEGAL MISSION』など、本作の補足的な資料が掲載されていた。サウンドトラック『R-TYPE SPECIAL』付属の資料集、PlayStation版『R-TYPES』ライブラリモードの資料集は、これらを基に作成されている。
- アイレムソフトの親会社であるナナオのモニター「FORIS FX2301TV」のスペシャルコンテンツ紹介ページには、R-TYPEをイメージしたゲーム画像が作られている。
- ゲスト登場作品や上記資料関係も整理された『シューティングゲームサイド』Vol.9にはR-TYPEシリーズの特集が組まれている。

## 設定・ストーリー
当初は「異星人によるバイド帝国を破壊せよ」という設定が存在する程度だったが、1991年の会報誌（イリーガルミッション）にてR-9やフォース、バイドについての世界観が記載される。
アイレム会報誌や本作の移植版『R-TYPES』などで公式年表が作られ、敵対する「バイド帝国」や「バイド帝星」の単なる異星人として描かれていたバイドの設定は『R-TYPE SPECIAL』や『R-TYPE III』などのブックレットでは以下のような特殊な存在として設定される。
STG作品のシナリオはそんなバイドの中枢を『R-TYPE III』では電界25次元、『R-TYPE FINAL』では26次元という物理的・相対論的に攻撃することが困難な異層次元空間で破壊するというものである。

### バイド
有機物・無機物を問わずあらゆる物質を融合捕食する浸食作用を持つ極めて強い排他的攻撃衝動に支配された超束積高エネルギー生命体の総称。
破壊能力や破壊衝動を示す定数因子やバイド利用の有無を問わずフォースなどの兵器の能力指標として「バイド係数」が定められている。単位は「Bydo」であり、直接数値化する他にも、攻撃力の指標として、E〜Sまでの6つ「バイドクラス」を用いて分類されることもある。
なお、人類同様の2重螺旋構造の塩基配列を持つ自己増殖機能を備えた粒子で構成される物質でありながら、等質の波動を持ったものでないと干渉できない性質を持つため、対抗手段は波動兵器やフォースに限られる。
元々は26世紀の地球人類が“明らかに敵意を持った外宇宙生命体”に対抗すべく、生体物理学や遺伝子工学、果てには魔道力学をも応用して作り出した月と同規模のフレームに収められた星系内生態系破壊用兵器であり、敵母星にワープさせるはずが些細なトラブルで太陽系で発動。制御不能に陥ったことで異次元へと吹き飛ばされる。
それでも完全に破壊されたわけではなく、増殖と進化を続けながら彷徨い続けた末に22世紀の太陽系へと襲来し、22世紀の人類によって「バイド（Bydo）」と名付けられる。
『TACTICS』では銀河系・ペルセウス腕中心部で初めて確認される。
22世紀の人間は「バイドの切れ端」を回収・解析し、その研究成果を応用してR-9を始めとしたR戦闘機の装備、波動砲の戦闘実用化、フォースの制御に至る。同時に、研究の中でパイロットと機体を融合したり、あるいは部品化として扱った結果、敵から得られた生体素材をそのまま機体の素材として利用する運用方法が編み出された。
R戦闘機や宇宙戦艦、そしてその中に乗り込む人間の肉体および精神も例外ではなく、『R-TYPE Δ』『R-TYPE FINAL』および『R-TYPE TACTICS』シリーズにおいては自機や自軍がバイドと化して人類側と交戦するシナリオも存在する。彼らはある程度ながら人間としての自我と記憶を保っているようで、『FINAL』ではボイスレコーダーに地球に帰っても自分が人類に受け入れられない悲しみが記録され、『TACTICS』ではバイドに同化された艦のクルーたちがバイド化してもなお自分たちは人間であると錯覚したまま地球へ向かうことになる。

### フォース
R-TYPE作中で人類においては唯一保有できた次元兵装である。超束積高エネルギー生命体「バイドの切れ端」にある種のエネルギーを食べさせ、三段階に成長したものから純粋なエネルギーのみを取り出し球状に収束。これに4対のコントロールロッドを打ち込むことで制御可能にした兵器。破壊不能で、外部からエネルギーを注入することで数倍の高エネルギー体（レーザー）に変換・放出できるという触媒としての性質を持っている。
フォース開発の過程で製造された人工フォースがビットである。R-9の出撃時点では敵エネルギー体に対しての近接防御機能を持たせた時点で戦場に送られた。対空レーザー使用時のみ余剰エネルギーで攻撃が可能。後に開発研究が進められ「シャドウフォース」開発の礎になったと考えられる（平行異次元の物語とされている『R-TYPE LEO』では前述のフォースが無いため、ビットが武装として強化発展をとげている）。フォースの名前は、物理的な「力」と精神的な「理力」の意味が込められている。

### ステージ構成
本作は全部で8ステージあり、1つステージの内容を2回繰り返す構成となっている。
| Stage | 内容         | 解説 | ボス                 |
| ----- | ------------ | --- | -------------------- |
| 1     | 遭遇         | 異層次元への突入口となった崩壊したスペースコロニーへ突入。中盤に囲み砲台のゴンドランが登場する。復活ポイントが複数設定されている。ボスは長期戦になると本体で自機を圧死させようと迫ってくる。 | ドブケラドプス       |
| 2     | 生体洞       | 不用意に前に出ると上下からガウパーが体当たり攻撃をしかけてくる。オタマジャクシのような敵ウッキーの大群を抜けた後、無敵の巨大蛇インスルーをかわしながら進む。ボスは一切攻撃しないが、弱点の露出が短く、またインスルーがコアへの接近を阻む。 | ゴマンダー           |
| 3     | 巨大戦艦     | 一画面に収まりきらない巨大戦艦とステージを通して戦闘するステージ。このステージはステージ全体の長さが短い代わりに中盤の復活ポイントが存在しないため、ミス時はステージの最初から再開となる。 | グリーンインフェルノ |
| 4     | 前線基地     | スカルトロンが次々と胞子を置いて線を引いて行くステージ。ボスは三体に分離して攻撃を仕掛けてくる。 | コンバイラー         |
| 5     | 巣           | 巨大蛇のムーラが上下の茂みから出現する。ボスは多数の肉塊（タコ）を身に着けて本体を守っており、またその肉塊を飛ばして攻撃する。 | ベルメイト           |
| 6     | 輸送システム | 弱点が片側にしかないコンテナのドップが次々に通路を通過する中、わずかな隙間をぬって進むステージ。ボスは存在せず、大量のドップが流れてくる中を一定時間凌ぎきるとクリア。 | なし                 |
| 7     | 腐敗都市     | 自機が近づくと誘爆する壁に注意しながら、通路から次々と出てくる雑魚敵の複合攻撃の中を進む。ボスであるブロンクは大した攻撃はしてこないが、画面上部から大量のゴミを、下部からはソナーといった攻撃を受ける。 | ブロンク             |
| 8     | バイド帝星   | 最終ボスとの対決が中心のステージで、中間復活ポイントが存在しない。赤ん坊のような敵ミックンが体当たり攻撃をしかけてくる。ボスのバイドは青い渦のような弾を吐き出して攻撃してくる。この弾は画面内にとどまり続けるため放置していると画面を埋め尽くし回避不能となるため、その前に倒さなくてはならない。しかしボスの耐久力やボスの前面を肉の壁が守っていることもあり、肉の壁の内部にフォースシュートを撃ち込むことが必須となっている。このため『R-TYPE』の伝統である「最終ボスにはフォースシュートをぶつけることが必須」「最終的にフォースは最終ボスと共に爆散する」という要素は初代の時点で存在している。 | バイド               |

## 他機種版
| No. | タイトル                                                           | 発売日                                         | 対応機種                                                    | 開発元                           | 発売元                                        | メディア                              | 型式                                   | 備考                                                                                 |
| --- | ------------------------------------------------------------------ | ---------------------------------------------- | ----------------------------------------------------------- | -------------------------------- | --------------------------------------------- | ------------------------------------- | -------------------------------------- | ------------------------------------------------------------------------------------ |
| 1   | R-TYPE I                                                           | 1988年3月25日                                  | PCエンジン                                                  | ハドソン                         | ハドソン                                      | 2メガビットHuCARD                     | HC63007                                | 1 - 4面を収録                                                                        |
| 2   | R-TYPE II                                                          | 1988年6月3日                                   | PCエンジン                                                  | ハドソン                         | ハドソン                                      | 2メガビットHuCARD                     | HC63009                                | 5 - 8面を収録                                                                        |
| 3   | R-TYPE                                                             | 1988年10月1日 1988年12月 1988年                | セガ・マスターシステム                                      | コンパイル                       | セガ                                          | 4メガビットロムカセット               | - G-1364 - 9002 - MK-9002-50           |                                                                                      |
| 4   | R-TYPE                                                             | 1988年10月                                     | PC-88VA                                                     | 日本テレネット                   | NEC                                           | フロッピーディスク                    | -                                      |                                                                                      |
| 5   | R-TYPE                                                             | 1988年12月9日                                  | MSX                                                         | イスコ オペラハウス              | アイレム                                      | 3メガビットロムカセット               | IM-04                                  |                                                                                      |
| 6   | R-TYPE                                                             | 1988年                                         | Atari ST                                                    | Images Design                    | Electric Dreams Software アクティビジョン     | フロッピーディスク                    | -                                      |                                                                                      |
| 7   | R-TYPE                                                             | 1988年                                         | コモドール64                                                | Rainbow Arts                     | Electric Dreams Software アクティビジョン     | フロッピーディスク                    | -                                      |                                                                                      |
| 8   | R-TYPE                                                             | 1988年                                         | ZX Spectrum                                                 | Software Studios                 | - Electric Dreams Software - アクティビジョン | カセットテープ                        | -                                      |                                                                                      |
| 9   | R-TYPE                                                             | 1989年6月9日                                   | X68000                                                      | アイレム                         | アイレム                                      | フロッピーディスク                    | IX68-01                                |                                                                                      |
| 10  | R-TYPE                                                             | 1989年 1990年                                  | Amiga                                                       | ファクター5                      | - Electric Dreams Software - アクティビジョン | フロッピーディスク                    | -                                      |                                                                                      |
| 11  | R-TYPE                                                             | 1989年                                         | Amstrad CPC                                                 | Software Studios                 |                                               | フロッピーディスク                    | -                                      |                                                                                      |
| 12  | R-TYPE                                                             | 1989年                                         | TurboGrafx-16                                               | ハドソン                         | NEC                                           | 4メガビットHuCARD                     | TGX040011                              | PCエンジン版『I』と『II』を1本にまとめた版                                           |
| 13  | R-TYPE                                                             | 1991年3月19日 1991年5月 1991年                 | ゲームボーイ                                                | B.I.T.S                          | アイレム                                      | ロムカセット                          | DMG-REA (IG-03) DMG-RE-USA DMG-RE-NOE  |                                                                                      |
| 14  | R-TYPE COMPLETE CD                                                 | 1991年12月20日                                 | PCエンジンCD-ROM2                                           | アイレム                         | アイレム                                      | CD-ROM                                | ICCD 1001                              | PCエンジン版を全ステージ収録し 付加要素を追加した版                                  |
| 15  | R-TYPES                                                            | 1998年2月5日 1999年2月28日 1998年9月           | PlayStation                                                 | ラクジン                         | アイレム                                      | CD-ROM                                | SLPS-01236 SLUS-00753 SLES-01355       | アーケード版『R-TYPE II』とのカップリング作                                          |
| 16  | R-TYPE DX                                                          | 1999年3月21日 1999年6月 1999年7月20日          | ゲームボーイカラー                                          | Bits Studios                     | エポック社 任天堂                             | ロムカセット                          | DMG-ARUJ-JPN DMG-AWHE-USA DMG-AWHP-EUR | 『R-TYPE II』とのカップリング                                                        |
| 17  | R's BEST R-TYPES                                                   | 2001年10月25日                                 | PlayStation                                                 | ラクジン                         | アイレム                                      | CD-ROM                                | SLPS 03310                             | 『R-TYPES 』の廉価版                                                                 |
| 18  | R-TYPE                                                             | 2002年11月5日                                  | mova503i、504i、FOMAシリーズ （iアプリ）                    | サイバード                       | サイバード                                    | ダウンロード （ゲームの殿堂!!!）      | -                                      |                                                                                      |
| 19  | R-TYPE                                                             | 2004年3月18日                                  | BREW対応機種 （EZアプリ）                                   | サイバード                       | サイバード                                    | ダウンロード （ミニゲー☆天国! 50）    | -                                      | 7回に分けて配信                                                                      |
| 20  | R-TYPE 完全版                                                      | 2004年12月15日                                 | Vodafone 3G対応端末 （Vアプリ）                             | サイバード                       | サイバード                                    | ダウンロード                          | -                                      |                                                                                      |
| 21  | R-TYPE I                                                           | 2006年12月13日                                 | Wii                                                         | ハドソン                         | ハドソン                                      | ダウンロード （バーチャルコンソール） | -                                      | PCエンジン版の移植 2019年1月31日配信・販売終了。                                     |
| 22  | R-TYPE                                                             | 2006年12月25日 2006年12月29日                  | Wii                                                         | ハドソン                         | ハドソン                                      | ダウンロード （バーチャルコンソール） | PADE PADP                              | TURBO GRAFX-16版の移植                                                               |
| 23  | R-TYPE II                                                          | 2007年1月23日                                  | Wii （バーチャルコンソール）                                | ハドソン                         | ハドソン                                      | ダウンロード                          | -                                      | PCエンジン版の移植 2019年1月31日配信・販売終了。                                     |
| 24  | R-TYPE Dimensions                                                  | INT 2009年2月4日                               | Xbox Live Arcade                                            | Tozai Games SouthEnd Interactive | マイクロソフト                                | ダウンロード                          | -                                      | アーケード版の移植                                                                   |
| 25  | R-TYPE                                                             | 2009年5月19日 2009年11月2日 2009年9月25日      | Wii                                                         | コンパイル                       | セガ                                          | ダウンロード （バーチャルコンソール） | -                                      | セガ・マスターシステム版の移植 2011年10月18日に日本での配信・販売終了。              |
| 26  | R-TYPE                                                             | 2010年8月23日 2010年8月26日                    | iOS                                                         | エレクトロニック・アーツ         | Apple                                         | ダウンロード                          | -                                      |                                                                                      |
| 27  | R-TYPE                                                             | 2011年9月12日 2011年11月21日                   | Android                                                     | ワーカービー                     | Google                                        | ダウンロード                          | -                                      | 無料版あり。                                                                         |
| 28  | R-TYPE                                                             | 2012年3月1日                                   | Android                                                     | ワーカービー                     | KDDI                                          | ダウンロード                          | -                                      | auスマートパス会員専用版                                                             |
| 29  | R-TYPE for GALAXY Note                                             | 2012年4月6日                                   | Android(GALAXY Note SC-05D)                                 | ワーカービー                     | ワーカービー                                  | ダウンロード                          | -                                      | Zeemote JS1 H対応モードあり                                                          |
| 30  | パチパラ3D 大海物語2 〜パチプロ風雲録・花 希望と裏切りの学園生活〜 | 2012年5月17日                                  | ニンテンドー3DS                                             | アイレム                         | アイレム                                      | 3DSカード                             | -                                      | ゲームボーイ版の移植                                                                 |
| 31  | R-TYPE Dimensions                                                  | 2013年11月21日                                 | PlayStation 3                                               | Tozai Games SouthEnd Interactive | Tozai Games                                   | ダウンロード                          | -                                      | 『R-TYPE Dimensions 』のPS3移植版                                                    |
| 32  | R-TYPE                                                             | 2014年2月26日                                  | ニンテンドー3DS                                             | ハドソン                         | KDE                                           | ダウンロード （バーチャルコンソール） | PPAJ                                   | PCエンジン版の『I』・『II』をまとめた 日本国外版の移植 2020年6月30日配信・販売終了。 |
| 33  | R-TYPE                                                             | 2014年4月30日                                  | Wii U                                                       | ハドソン                         | KDE                                           | ダウンロード （バーチャルコンソール） | PPAJ                                   | PCエンジン版の『I』・『II』をまとめた 日本国外版の移植 2020年6月30日配信・販売終了。 |
| 34  | R-TYPE Dimensions EX                                               | PC/NSINT 2018年12月13日 PS4 INT 2018年12月20日 | PC Nintendo Switch PlayStation 4                            | Tozai Games SouthEnd Interactive | Tozai Games                                   | ダウンロード                          | -                                      | PS3版『R-TYPE Dimensions』の改修版                                                   |
| 35  | R-TYPE                                                             | 2018年7月5日                                   | Retro-bit GENERATIONS4                                      | アイレム                         | JNNEX                                         | プリインストール                      | -                                      | アーケード版の移植                                                                   |
| 36  | R-TYPE                                                             | 2020年3月19日                                  | PCエンジン mini TurboGrafx-16 mini PC Engine CoreGrafx mini | M2 ※移植開発担当                 | KDE                                           | プリインストール                      |                                        | 本体にあらかじめインストールされた 約50作の一つとして海外版を収録                    |

### PCエンジン版
PCエンジン版『R-TYPE』は、オリジナル（アーケード）版『R-TYPE』を、家庭用ゲーム機であるPCエンジンに移植したものである。開発・販売はハドソン（以下「PCE版」と略記する場合あり）。開発チームは当時ハドソンに所属していた和泉勇を初めとする、後に『ネクタリス』の開発に携わるスタッフで構成されている。PCエンジン史において初期にリリースされたソフトの一つであると同時に、オリジナル版『R-TYPE』としては初の家庭用ゲーム機移植作となった。なおソースコード的な開発素材はアイレムから提供されなかったようで、リバースエンジニアリングによる再現移植となっている。
収録メディアであるHuCARDは、当時は本作の全ステージを収録できるだけのROM容量を1枚のカードに収めることができなかった。このため、当時としても異例の二部作的なリリースとなっている。前編にあたる『R-TYPE I』は前半4ステージを収録して1988年3月25日にリリースされた。これをクリアするとパスワードが表示され、後半の4ステージを収録した『R-TYPE II』（R-TYPE Part2。同年6月3日リリース）のゲームスタート時に、このパスワードを入力するとパワーアップ状態を維持して続きをプレイすることが可能となる（『II』単体でもプレイ可能だが自機は未パワーアップ状態でスタートするためクリアのハードルは相応に高くなる）。また、アーケード版で没にされたステージ6ボスキャラクター“ヤジュー”が登場、『R-TYPE II』のTVCMでは「幻のボス、ヤジューの復活！」とアピールされていた。
コンティニューには回数制限があり、クレジットをチャージするボタンがない。タイトル画面で特定のコマンドを入力することでクレジットを増やす方法が、PCエンジン版に共通して用意されているが、タイトル画面の時のみ可能な技となる。
当時としては相応に高い移植を実現し、初期のキラーソフトとしての役割を十二分に発揮したが、厳しくアーケード版との違いをチェックすると、下記の通りそれなりの量が列挙できる。
- アーケード版と同等の解像度（384×256ピクセル）を実現できなかったため、R-9の位置にあわせて画面を上下にスクロールさせ[17]左右の表示範囲を狭めることでグラフィック全体を縮めることなく再現しているが、一部の背景やキャラクターパターンの簡素化は行われている。
- ゲーム中の一部のステージで、あえて描画への負荷を高め映像をスローモーションにする「処理落ち」と呼ばれた仕掛けがアーケード版とは別の個所で起こる。
- アドバタイズデモ（ゲーム未スタート時におけるプレイの雰囲気を再現するモード）はアーケード版のものから、PCE版オリジナルを新規に作成[15]。

Wiiで実施されていたレトロゲーム配信サービス・バーチャルコンソールで2006年12月13日より『R-TYPE I』が、2007年1月23日よりPCエンジン版『R-TYPE II』が配信されていたが、いずれも2019年1月31日をもって配信・販売を終了している。

#### TurboGrafx-16版
後にリリースされた、PCエンジンの海外版であるTurboGrafx-16版『R-TYPE』ではROM容量を高めることができるようになったので、全8ステージが1枚のHuカードに収められて発売された。なお、海外版といってもタイトル画面のコピーライト表示とパッケージが海外仕様になっているだけで、ゲーム本編は日本版とほとんど相違無い。アーケード版では処理落ちする所を、処理落ちなしで移植されている。
日本国内においては。上記の表に記載したとおりニンテンドー3DS版およびWii U版バーチャルコンソールにてコナミデジタルエンタテインメント（KDE）を販売元として配信された（ニンテンドー3DS版およびWii U版ともに2020年6月30日に配信終了）。2020年からKDEよりリリースの、PCエンジン系ソフトを約50作プリインストールした復刻系ゲーム機・PCエンジン miniにも海外版『R-TYPE』が収録されることになっている。

#### SUPER CD-ROM2版
1991年12月20日、アイレムからPCエンジンSUPER CD-ROM2用ソフトとして、PCエンジン版を1つにまとめた『R-TYPE COMPLETE CD』（- コンプリートシーディー）と題された版がリリースされた。
「コンプリート」（完全）と名付けられているのは全ステージが通しで遊べる版である他にも追加要素として、CD-DAの生演奏によるアレンジBGMや、ステージ間にアニメ調のビジュアルデモシーンの挿入といった要素が追加されているからである（ゲーム本編はPCE版と同様）。このデモでは、声優陣が起用されている。
このデモではあまり大々的にアピールされなかった本作の詳細なバックストーリーが語られている。そこでは「R-9は量産され軍に供給される前の段階であり、R-9のベースになった作業艇の操縦に熟練した2名の民間人がバイドの襲撃に対し試作機で急遽出撃した」という設定が明かされている。その後「軍に供給され大隊の出撃となったが、主人公（プレイヤーの分身）は、独断で試作機を持ち出して軍の作戦に協力した」という描写もなされている。フォースも純然たる兵器ではなく、本来は開拓用として開発されたものの破壊力が強すぎるために使い物にならず封印された機材とされている。
このようにアイレムとしてはかなり力を入れた作品となったが、実際の商品は、一部のステージにおいてオリジナルのHu-Card版よりもキャラクターのチラつき（描画が消滅したりしなかったりを繰り返す状態）がやや多くなっており（ステージ5のボスが肉塊を多数動かすシーンなどで、特に顕著に表れる）、プレイに支障が出やすくなってしまっていた。この理由は、（本作には関わっていないが当時のPCエンジンソフトには深く関わっていた）プログラマー・岩崎啓眞が2010年10月4日にブログに投稿した記事によると、Hu-Card版の開発チームが「PCエンジンにおいて、320ドットモード時にスプライトの横並びを16個にすると、PCエンジン本体が現在で言うところの「オーバークロック」状態になり、正常な動作の保証ができなくなる」という仕様を知らずに制作してしまい、発売後に事実を知ったNECが安全保障のため各メーカーへ「320ドットモード時はスプライトの横並びは14個」というガイドラインを設けたため、アイレム社はそれを忠実に守ってSUPER CD-ROM2版を作った結果、プレイし辛くなってしまったというのが真相のようである。
登場人物
- リョウ・ミナモト（声 - 神谷明）
- リィザ・ステファニー（声 - 麻上洋子）
- 局長（声 - 飯塚昭三）

### セガ・マークIII/マスターシステム版
セガ・マークIII/マスターシステムへの移植版はコンパイルが担当し、1988年にセガから発売された。ハードウェアの性能的な都合などから、自機（R-9）とボス以外のキャラクターが全体的に小さくなっており、Stage1-5では背景がフェードアウトした後にボスが登場する。マスターシステムのFM音源に対応している他、オリジナルの隠しステージが追加されているなど、独自要素が加えられている。ファミコンやMSX2と同程度のハード性能でありながら、移植度は概ね良好であるものの、当時の次世代機であるメガドライブの発売を1ヶ月前に控えた時期でもあったため、新ハードリリースという話題の陰に隠れる格好となってしまい、やや精彩を欠く結果となってしまった。発売時の広報展開には、広報紙に「やったね! 全8シーン1本に収録」など、4メガビットで全ステージを収録という部分を特に強調しており、2本分割を余儀なくされたPCE版に対してのアドバンテージを誇示するような記載が見受けられた。
その後、マスターシステム版がWii版バーチャルコンソールで配信された（詳細な配信開始日は上記の表を参照）が、ライセンス上の都合で、2011年9月30日に欧米の配信が、2011年10月18日には日本の配信を終了している。

### MSX版
MSX版『R-TYPE』は、アーケード版のスタッフによる監修の下、イスコとオペラハウスが開発し、1988年にアイレムから発売された。RAM8KBのMSX以上と、MSXの最低ラインの機種でも動作できるようにするため、スプライト機能は自機（R-9）・フォース・敵弾など一部のキャラクターに使用されているのみであり、それ以外のキャラクターは背景面（PCG）で描画しているため、背景のスクロールを含む動きのスムーズさと引き換えに、大きなキャラクタや編隊の表示などを実現している。MSX2以降の機種で起動するとパレットが専用のものに変更される仕様であり、「MSX1/2兼用ソフト」と銘打たれていた。音源の検出コードにスタックに纏わるコーディングミスがあり、MSX2+以降の機種本体に内蔵されているMSX-MUSICや、このソフトウェアを本体のスロット1に、FM-PACを本体のスロット2に装着していない場合、MSX-MUSICを認識しないというバグが存在する。Stage1の背景、Stage3の巨大戦艦の武装の一部（貫通ビーム弾・破壊可能な拡散弾・戦艦パーツ）、対空レーザー装備時のビットレーザーがカットされており、Stage2とStage3のボスは波動砲のみでしか弱点を攻撃できない。Stage5のムーラは頭部のみ破壊可能で、胴体は頭部破壊後の飛散の発生にかかわらず破壊不能に変更されている。

### ゲームボーイ版
1991年3月19日に発売。ステージ構成はオリジナルを踏襲しているが、Stage4 - 5は省略され全6ステージ構成。BGMも多くがカットされており、オリジナルのStage1と2の曲が交互に演奏される。フォースによる攻撃をはじめとする自機の装備はオリジナルとかなり異なっている。対空レーザーは2段階目でも3段階目と同じ形状、反射レーザーは自機正面方向には発射されない、対地レーザーは進行速度が遅い、誘導ミサイルは装備できない（アイテムも存在しない）、ビットの移動速度がかなり遅く初速の自機にすら追従できず遅れてくる、など。それでもステージボスの再現や反射レーザーの挙動など、局所的な再現度は（ゲームボーイのスペック的な限界は割引いた上で）高いと言える。
その後、1999年11月22日にエポック社からゲームボーイカラーでゲームボーイ版『R-TYPE』『R-TYPE II』のカップリング作品『R-TYPE DX』（- デラックス）が発売されている。また、2012年5月17日に発売された『パチパラ3D 大海物語2 〜パチプロ風雲録・花 希望と裏切りの学園生活〜』内の「アイレム名作コレクション Vol.1」にはゲームボーイ版が収録されている。

### R-TYPES
『R-TYPES』（アール・タイプス）は、ラクジンが開発し、1998年にアイレムソフトウェアエンジニアリングから発売されたPlayStation用ソフト。アーケード版『R-TYPE』『R-TYPE II』のカップリング移植作となる。クリアしたステージをメモリーカードに記録することでステージセレクトが可能となる。また、DUALSHOCKによる振動の有無、ゲームボタンの設定変更、難易度の変更が追加されている。画面サイズの違いから、画面上下にスクロールする仕様と、全画面表示でスコアを半透明表示する仕様の二つから画面モードを選択するようになっているが、それ以外はアーケード版の完全移植となっている。アイレム会報誌や説明書など紙媒体で記述されていた設定資料集『R's LIBRARY ver.1.0』（開発機体郡・Rの系譜、歴史、『I』および『II』の敵データ）が機体の3Dモデルとともに収録されている。PS StoreにてPlayStation Portable/PlayStation 3用ゲームアーカイブスの一環としてダウンロード配信されていたが、現在は配信・販売を終了している。

### R-TYPE Dimensions
『R-TYPE Dimensions』は、Tozai Gamesが開発し、SouthEnd Interactiveが配信したコンピュータゲームである。本作は2009年2月4日にXbox 360のXbox Live Arcadeで配信されたのち、2013年11月21日にはPlayStation 3向けに配信されたほか、Xbox Oneでもプレイできる。また、PS3版をさらに改修した『R-TYPE Dimensions EX』が2018年12月13日にPC/Nintendo Switch向けに配信され、同年12月20日にはPS4版が配信された。『R-TYPE Dimensions 』は、海外版『R-TYPE』『R-TYPE II』のカップリング版であると同時に、アレンジモードとして3Dグラフィックモードが存在しゲーム中いつでも切り替えボタンでシームレスに2Dと3Dを行き来することができる。また、残機数を排した「インフィニティ」モードが追加されたほか、オフライン・オンラインによる2人同時プレイも可能となり、自機同士の喰らい判定を設定することによってプレイヤー間で競争することも可能である。さらに、画面設定を変更してアップライト筐体でのプレイを再現することもできるほか、原作とは異なるアングルからプレイすることもできる。
PS3版『R-TYPE Dimensions』は、3Dグラフィックモード時のBGMが岩崎健一郎によるアレンジバージョンに変更されている。また、連射速度が高速になっている。

### その他
X68000版
1989年6月に発売。開発・販売はアイレム。
動作速度、敵のアルゴリズムなど、静止した写真の印象とは異なり、オリジナルとの動作には多くの違いがある。アーケード版に比べて横方向の解像度が低くドットが横長になるため、見た目が同じになるようにキャラクターのドット絵が打ち直されている。
搭載されるＦＭ音源チップはアーケードと同型であるが、入力クロックが仕様より若干高い影響で音程がやや高めとなっている。
PC-88VA版
1989年発売。開発は日本テレネット、販売はNEC。日本テレネットによる移植ということもあり、オープニングとエンディングにオリジナルのデモムービーが追加され、BGMもアレンジされている。スプライトやスクロール機能などハードスペックを生かした移植であるが、同時に表示できるスプライトが32枚のため、キャラクターが多く表示されるシーンではスプライトのちらつきが顕著になる。
Sinclair ZX Spectrum版
1988年発売。開発はアメリカのゲーム会社Software Studios、販売はアメリカではElectric Dreams Software、欧州ではアクティビジョン。サウンドが1チャンネルしかないなど、元々のハードウェアの性能が大きく劣るためグラフィックやサウンド的にはほぼ原形をとどめないが、キャラクターの動作などはかなりの移植度を有しており、イギリスのYour Sinclair誌のレビューでも9/10の得点、ゲーム史上ベスト100で6位とかなりの高評価を得ている。BGMは無い。なおSoftware StudiosはElectric Dreams Software系列のデベロッパーであるが、Electric Dreams Softwareはアメリカ国外に販路を持たないため、欧州などではアクティビジョン（アクティビジョン・ヨーロッパ）からリリースされている。
Amstrad CPC版
1988年発売。開発はSoftware Studios、販売は米：Electric Dreams Software、欧：アクティビジョン。ZX Spectrum版とほぼ同等の移植度。
Atari ST版
1988年発売。開発はSoftware Studios、販売は米：Electric Dreams Software、欧：アクティビジョン。
コモドール64版
1989発売。ドイツのゲーム会社Rainbow Artsが開発を手掛け、Manfred Trenzがほぼ一人で成し遂げた。販売は米：Electric Dreams Software、欧：アクティビジョン。移植度は低いが、本来BGが1枚しかないcommodore 64でBG書き換えを用いて擬似多重スクロールを実現した。BGMはクリス・ヒュルスベックによるチップチューンアレンジ版が用いられている。
Amiga版
1989年発売。Rainbow Artsのファクター5と称する5人組チームが開発した。販売は米：Electric Dreams Software、欧：アクティビジョン。移植度は高い。
なお、コモドール64版とAmiga版は共にアクティビジョンの要請によって製作された。デベロッパーのファクター5、ゲームデザイナーのTrenz、両作品の編曲およびオリジナルのオープニングテーマの作曲を担当した作曲家のHülsbeckは、もともとRainbow Arts傘下にて『R-TYPE』に酷似した『Katakis』というシューティングゲームを開発していたドイツのデモシーン上がりの面々に過ぎなかったが、アイレムから公式に『R-TYPE』のライセンスを得て移植を試みようとしていたアクティビジョン・ヨーロッパが『Katakis』を問題視すると同時に彼らの技術力を評価し、『Katakis』の販売継続と引き換えにR-TYPEの移植を担当するよう要請した。ファクター5とTrenzらは手分けして短期間で移植を成功させ、Rainbow Arts傘下を離れた後の国際的なビッグネームへの足がかりをつかむことになる。
携帯アプリ版
2002年11月から配信。当初は武器が反射レーザーのみで全ステージ収録されていなかったが、後に『完全版』として全てのレーザーが使用可能・全てのステージを収録したバージョンが配布された。
iPhone版
2010年8月26日よりAppleのApp Storeで配信。開発はDotEmu、配信元はエレクトロニック・アーツ。
残機数を排した「無制限モード」が搭載されている。
オリジナルオープニングテーマとして、21年前にAmiga版とC64版を担当したHülsbeckが再び起用された。同年にはHülsbeckによるAmiga版、C64版、iPhone版のサントラもiTunesにて配信されている。Hülsbeckの起用はDotEmu側の要望とのことで、2014年にDotEmuが開発したAndroid版R-Type IIにも起用されている。
Android版
2011年9月12日よりGoogleのGoogle Play Storeで配信。開発はDotEmu、配信元は日本版はワーカービーだが海外ではDotEmuから直接配信されている。
指で自在に動かすタッチモードと、画面内の特定の位置にボタンが配置されているアーケードモードが収録されている。
全ステージクリア後は、ハードモードが開放される仕組みとなっている。
無料版として1ステージのみプレイ可能な「R-TYPE Lite」がある。
2012年4月6日に配信開始されたGALAXY Note SC-05D用アプリ『R-TYPE for GALAXY Note』では、タッチ操作に加え、Sペンモードや、ゲームコントローラZeemote JS1 Hに対応した「Zeemote」が収録されている。
Android・auスマートパス会員専用版
2012年3月1日よりKDDIのau Marketで配信。開発はDotEmu、配信元はワーカービー。
GENERATION4版
アーケード版からの移植であり、JNNEXのレトロゲーム専用ゲーム機「Retro-bit GENERATIONS4」に収録されている。

## 開発
本作の開発の経緯は、当時アイレムで新しく16ビットのハードを開発、キャラクター表示の増加や処理スピードの速さの向上により、射撃ゲームの製作が検討されていた 。
後に開発はシューティングゲームへと変わり、本作の特徴の一つであるフォースのアイデアは、昆虫のフンコロガシをから発想され、自機をパワーアップするのではなくフンの方をパワーアップするというアイデアが出される。当初は画面上に2人プレイヤーを入れ、協力プレイなどを想定していた。また、開発スタッフは同じ横スクロールシューティングゲームである『グラディウス』（1985年）をかなり意識しており、イメージが重ならないよう様々なアイデアが検討された。
元々フォースは前後上下の4ヶ所に付けられる設定にしていたが、ソフト的に困難であるため前後のみとなった。その他のパワーアップも初期段階ではレーザーが3方向に飛ぶようなものであったが、『グラディウス』との差別化を図るため反射レーザーが考案された。その他にも、地びき網のアイデアや、前に物体を飛ばして弾を当てて爆発させるというものもあった。
サウンドに関しては、企画の方からシリアスにしてくれという要望があった。3面の巨大戦艦に関しては、戦艦の音を入れるかどうかで一悶着あったという。スタッフサイドとしては、戦艦の動く音が思いつかず、実在しないものだから音が作れないとして拒否した。また、BGMに関しては映画音楽を意識して製作され、映画音楽は2、3秒の単位でインパクトを考えていくつくりなっているため、それを意識して作曲されていた。
使用されたCPUはNECのV30であり、当時16ビットといえばモトローラのMC68000系CPUが使われることが多かったが間違って選択したことでこうなった。またサウンドはザイログのZ80が使用された。このハードウェアはBPSの『ザ・ブラックオニキス』のアーケード版でも開発に使われていたが、ロールプレイングゲームでは十分な収益が得られないとアイレム側が判断し契約金を支払うことで終了することになった。
本作の音楽はアーケードゲーム『スパルタンX』（1984年）などを手掛けた石崎正人が担当している。

### レベルデザイン
ステージ構成に関しては各ステージごとに制作し、難易度に合わせて後から並べ替えを行っている。最初に製作されたのが1面であり、その後順番に7面の腐敗都市、2面の生体洞、3面の巨大戦艦、4面の前線基地と制作されている。1面に関してスタッフはグラディウスのイメージがある面と語り、2面は映画『エイリアン2』（1986年）に影響されて制作したという。4面に関してはソフトでシミュレーションをやっていた際に、キャラクターが線を引っ張っているのを見て考案され、4面は敵の種類をあまり多くせず、ドットを引っ張るキャラクターをメインに、ドットを消すキャラクター、ドットに沿って動くキャラクターという順で制作された。7面はストーリー的には敵の基地の最終段階となっており、プレイヤーが破壊した敵が処理されていて、ボスは廃棄処理場という設定になっている。スタッフの思惑としては、1面で普通の人にプレイしてもらい、2面で少し先に進んでもらい、3面で先に期待を持たせて、4面で難易度を上げてインカムを稼いで、5面でまた異なる世界を見せ、6面であきらめさせるつもりで制作したと語っている。また、2周目に関しては、スタッフサイドとしては製作する意図はなかったが、サービスで入れられることとなった。
本作の反射レーザーや巨大戦艦などは、『グラディウス』のファンだった企画者がインスパイアされてできたものと、『ゲーメスト』誌上での開発者インタビューの中でコメントしている。
キャラクター造形に関しては、1面のボスが最初に完成しており、巨大戦艦に関してはジェット噴射が赤色だったことに対し、スタッフの一人が「異次元の世界に火なんか無いんじゃないか」と発言したことから色が変更された。5面の蛇は最初はブルー、後にブルーとピンクのパステルカラーとなり最終的に完成品の色となった。ステージ2のボス「ゴマンダー」は、脳ではなく女性器がモチーフとされている。これをデザインした女性スタッフは、社長に病院に行くことを勧められた、という情報源が無い都市伝説が広まっているが、こちらについては2023年、『R-TYPE』のデザイナーや『メタルスラッグ』のデザイナーを務めたakioがデザインし、モチーフ自体もギーガーの影響でかっこいいボスを作ろうとしたと、本人が同年開設したTwitterで否定している。
アイレム企画時のステージ6のボスは「アイアンネイル」という名称だった。またステージ1のボス「ドブケラドプス」は企画時点ではステージ3のボスとしてデザインされていた。

### タイトル
タイトルの『R』は、1987年12月号の『ゲーメスト』誌上での開発者インタビューではray（光線、放射線）のRで、様々な光線の武器があることから『R-TYPE』のタイトルになったと語られていた。現在の公式設定では、『RX-プロジェクト』が実用化された時の機体のキャノピーの形状（Round）とプロジェクト名から引き継ぎ命名されたとされている。また、ゲーム内のタイトルロゴの表記は、『R-TYPE』ではなく『R・TYPE』（ハイフンではなく中黒）となっている。しかし、この表記についてはアイレム公式サイト上でも統一されておらず、現在でもどちらが公式表記かは定められていない。

## スタッフ
アーケード版
- チームリーダー：KINTE
- ゲーム・デザイン：ABIKO
- キャラクターデザイン：AKIO、YOSHIGE
- サウンド：SCRAP（石崎正人）
- ソフト：SUM、MISACHIN
- サウンドソフト：K.H

## 反響
アーケード版『ロードランナー』（1984年）シリーズ以降は目立ったヒット作が無かったアイレムにとって、本作の大ヒットは待ち望んでいたものとなった。
ステージを通してのボスであるグリーンインフェルノや、フォースシステムなどの斬新なアイデアやゲームとしての奥深さで受け入れられた本作は、他作品でも巨大ボスが生まれ、対戦型格闘ゲーム『ストリートファイターII』におけるガードシステムのヒントになるなど、様々な作品に影響を与えていることでも知られている。

### 評価
アーケード版
- アーケード版は多くの批評家から受け入れられたと同時に、難易度が理不尽なまでに高いという指摘も寄せられた[43]。
- ゲーム誌『ゲーメスト』誌上で行われていた「第1回ゲーメスト大賞」（1987年度）において大賞3位を受賞、その他にベストエンディング賞で9位、ベストグラフィック賞で4位、プレイヤー人気で4位、テーブルゲームベストインカムでは1位を受賞した[1]。また、同誌が1991年に発売したムック『ザ・ベストゲーム』の読者投票では15位を獲得をしており、同誌では「研究に研究を重ねた素晴らしいアイデアあふれたシューティング」とゲーム開発に関して肯定的に評価している[44]。加えて1998年に発売されたムック『ザ・ベストゲーム2』での読者投票では25位を獲得している[45]。さらに、同誌別頁では、総評として「独特のアイデアの数々は、当時のプレイヤーを驚かせると共に、後のゲームにも多大な影響を与えた」、「各ステージごとにものすごい数のアイデアが詰め込まれている」と斬新さと影響力、技巧面について言及し、『フォース』というアイデアに関しては「それまでのシューティングになかった新しい面白さを生み出すことに成功している」と称賛し、ため撃ちである波動砲を初めてゲームに取り入れたことや[注 1]。反射レーザーに関しては「当時としては非常に斬新な試みであった。その他に、美しくはね回るレーザーはプレイヤーに大きなインパクトを与えた」と絶賛した[41]。
- アーケードゲーム業界紙・ゲームマシンの売り上げランキングトップ25のテーブルトップ部門にて、初登場で首位を獲得した[46]。
- アーケード版はゴールデンジョイスティックアワードのベストコインオプコンバージョンオブザイヤーの次点に輝いた[47]。
- IGNの今井晋は本作を1987年のベストゲームおよび、「三大横スクロールシューティング」の一つとして本作を挙げており、本作のBGMを「シューティングゲーム史上不気味でおどろおどろしいものだ」とし、「雰囲気も相まって強烈な印象を与えた」と語っている[40]。

PCエンジン版
- ゲーム誌『ファミコン通信』の「クロスレビュー」では、『I』『II』合わせての評価となっており、9・9・9・7の合計34点でゴールド殿堂入りを獲得している[48][49]。
- R-TYPE I
ゲーム誌『PC Engine FAN』の読者投票による「ゲーム通信簿」での評価は以下の通りとなっており、合計25.45点（満30点）となっている[8]。また、この得点はPCエンジン全ソフトの中で10位（485本中、1993年時点）となっている[8]。同雑誌1993年10月号特別付録の「PCエンジンオールカタログ'93」では「ゲーム史上に残るシューティングの名作の1つ。横スクロールタイプのゲームで、自機の攻撃方法が、ため撃ちができる波動砲や、分離、合体ができる無敵のフォースと当時はとても斬新なアイデアだった」とゲーム性や斬新性を肯定的にコメントする一方、2本に分割されたことに関しては「当時は4Mロムが開発されていなかったため、『R-TYPE I』（前半）と『II』（後半）の2本に分かれての発売だった」と否定的なコメントで紹介されている[8]。

| 項目 | キャラクタ | 音楽 | 操作性 | 熱中度 | お買得度 | オリジナリティ | 総合  |
| 得点 | 4.38       | 4.34 | 3.92   | 4.50   | 4.28     | 4.02           | 25.45 |
- R-TYPE II
ゲーム誌『PC Engine FAN』の読者投票による「ゲーム通信簿」での評価は以下の通りとなっており、合計22.59点（満30点）となっている[8]。また、この得点はPCエンジン全ソフトの中で115位（485本中、1993年時点）となっている[8]。同雑誌1993年10月号特別付録の「PCエンジンオールカタログ'93」では「Huカードの容量の関係で、移植できなかった前作に続く部分を発売したもの。前作『I』の最後に表示されるパスワードを入力することにより、オプションを持ち越すこともできた。難易度は後半部分なので高い」と難易度の高さを指摘している[8]。

| 項目 | キャラクタ | 音楽 | 操作性 | 熱中度 | お買得度 | オリジナリティ | 総合  |
| 得点 | 4.21       | 4.17 | 3.42   | 3.58   | 3.54     | 3.68           | 22.59 |
- R-TYPE Completed CD
ゲーム誌『ファミコン通信』の「クロスレビュー」では、合計24点となっている[50]。
ゲーム誌『PC Engine FAN』の読者投票による「ゲーム通信簿」での評価は以下の通りとなっており、合計22.85点（満30点）となっている[51]。また、この得点はPCエンジン全ソフトの中で99位（506本中、1993年時点）となっている[51]。

| 項目 | キャラクタ | 音楽 | 操作性 | 熱中度 | お買得度 | オリジナリティ | 総合  |
| 得点 | 3.89       | 4.18 | 3.82   | 3.64   | 3.61     | 3.71           | 22.85 |
セガ・マスターシステム版
- イギリスのゲーム雑誌Mean Machines はマスターシステム版について評価し、特にグラフィックとゲームソフトとしての質の高さを称賛し、全体の評価として92%をつけた[52]。

ZX Spectrum版
- ZX Spectrum版は、イギリスのシンクレア機専門のゲーム雑誌『ユア・シンクレア（英語版）』の1989年1月号にて9点（満10点）の点数をつけられ[53]、Your Sinclairの人気投票でも100位中6位を記録した。
- ゲーム雑誌『ゲームズ・マシン（英語版）』は、ZX Spectrum版の色使いを称賛し、「ZX Spectrum用ソフトにおいて、R-TYPEは大半のシューティングゲームを打ちのめすだろう」（"blows away almost every other shoot'em up on the Spectrum"）と述べている。
- ZX Spectrum専門誌『クラッシュ（英語版）』は、アメリカにおけるZX Spectrum版の販売元であるElectric Dreams Softwareに対し、「アーケードの熱気をもった、こんなすばらしいゲームを作ってくれた」（"retaining the frenetic arcade feel and producing such a brilliant game"）と称賛の言葉を贈っている。
- 別のZX Spectrum専門誌『シンクレア・ユーザー（英語版）』は、装備システムと難易度曲線を評価した。

『C+VG』は、レビューの中で「歯ごたえがありながらもやりがいがあり、かつやみつきになるすばらしいシューティングゲームだ。これは絶対買った方が良いZX Spectrum用ゲームソフトだ。」（ "an excellent shoot'em up that's both challenging and addictive. An absolute must for Spectrum blasting fanatics". ）と締めくくっている。
PlayStation版（R-TYPES）
- ゲーム誌『電撃PlayStation』のソフトレビューでは85、80の合計165点となっている[54]。レビュアーは「オリジナルとは細部で相違がみられるが過去にプレイしたことがあれば気にならない」とコメント、設定資料やデーターベース、難易度設定といった充実した内容を賞賛、「AC版より難易度が高い」と難易度の高さを指摘した[54]。『ファミ通』クロスレビューでは27点を獲得している[55]。

ゲームボーイ版
- ゲーム誌『ファミリーコンピュータMagazine』の読者投票による「ゲーム通信簿」での評価は以下の通りとなっており、合計21.9点（満30点）となっている[56]。

| 項目 | キャラクタ | 音楽 | お買得度 | 操作性 | 熱中度 | オリジナリティ | 総合 |
| 得点 | 3.5        | 3.8  | 3.7      | 3.7    | 3.9    | 3.3            | 21.9 |

## 続編
『R-TYPE II』（1989年2月 アーケード）
第二次バイドミッション。ショットガンレーザーとサーチレーザーの2種類のレーザーを追加し、強化されたフォースと拡散波動砲、対地ミサイルを備えたR-9直系のアッパーバージョン「R-9カスタム」が自機。拡散波動砲は、収束点を調整することで威力が増す。難易度はシリーズ屈指。
『R-TYPE III』（1993年12月 スーパーファミコン）
第三次バイドミッション。オペレーションコード「THIRD LIGHTNING」。時系列はR-TYPE FINALの一つ前に位置する。
収束貫通型のメガ波動砲、持続放出型のハイパードライブシステムの2つの強力な波動砲を標準装備した「R-9ø（アールナイン・スラッシュ・ゼロ）」・通称ラグナロックが自機。従来のフォースに加え、2種類の特徴ある新フォースが追加されている。旧アイレムが発売した最後のシリーズ。
『R-TYPE Δ』（-デルタ）（1998年11月 PlayStation）
作戦名「サタニック・ラプソディー」。時系列は第二次バイドミッション（R-TYPE II）の1年前に位置する。
性能・兵装のそれぞれ異なる3機+αを自機として選択、フォースにも「ドースシステム」「⊿ウェポン」という新ファクターが導入された。スピードアップアイテムが廃止され、機体速度はプレイ中任意で変更が可能になった。地形に接触しても自機は破壊されない。
本作から描画が3Dになっている。
『R-TYPE FINAL』（2003年7月 PlayStation 2）
作戦名「Last Dance」。システムは『Δ』を踏襲しており特に追加ファクターは見受けられないが、R-9シリーズだけでなくR戦闘機シリーズやアイレムのシューティング過去作品の登場機体を含めた、99+α機もの機体が登場する。兵装も、フォース53種、波動砲77種、ビット12種、ミサイル10種、スペシャルウェポン6種と非常に数多い。
本編を繰り返しプレイし戦闘データを集めることで、開発が進んで使用機体が増える。ステージは様々な条件によって分岐する（総計16ステージ）。ミュージアムでは、各機体やバイドについての詳細データが閲覧できる。さらに試験的ではあるが、機体同士のAI対戦も可能となっている。
シリーズ最終作として発表された。ただし、あくまで「アイレムのシューティングゲームとしての最終作である」とされており、その後シミュレーションゲームである（シューティングゲームではない）R-TYPE TACTICSシリーズが2作発売された。また2019年には『R-TYPE FINAL2』の制作開始が、アイレムからではなくグランゼーラから発表されている。
『R-TYPE FINAL2』（2021年4月 PlayStation 4、Nintendo Switch、Xbox One、Xbox Series X/S、Steam）
2019年4月グランゼーラから制作開始が発表された作品で、コンセプトは「R-TYPEの深化」と「横スクロールシューティングの進化」とされる。

## スピンオフ作品
『神仙伝』（1989年12月15日 ファミリーコンピュータ）
同名の中国の物語が元ネタのRPG。中華ファンタジー世界が舞台だが、黒幕を含む一部の敵がバイドであり実質本家シリーズの一つとなっている。
『SUPER R-TYPE』（1991年7月 スーパーファミコン）
『II』の移植作品で、同じく第二次バイドミッションを舞台にしているが、容量や性能の関係で大幅なアレンジが施されており、難易度は大幅に引き下げられているものの、復活ポイントが存在せず、どの地点であっても（対ボス戦でも）ミスをすると必ずステージの最初に戻される仕様。自機はR-9カスタムの派生機である「R-9改」、一部のレーザーがR-9カスタムの物から変更されている。
『GALLOP』（ギャロップ）（1991年 アーケード）
シリーズ外伝。作戦名は「デモンシード・クライシス」、自機は「R-11 "PEACE MAKER"」。時系列は『Δ』と同時期。
元々はシリーズとは別の作品として作られたが、Δ発売の際にシリーズの1つとして組み入れられた。ゲームシステムはシリーズと完全に異なり、自機の位置によってスクロール速度が変わる。
『R-TYPE LEO』（-レオ）（1992年12月 アーケード）
誕生日戦争（バースデイウォー）。本編と並行世界の地球圏が舞台の外伝。作戦名は「エデン・パラドックス」、自機は「LEO」。時系列は第一次バイドミッション（『I』）と同時期。これも元々は別シリーズとして製作されたが、営業面を考慮して『R-TYPE』の名が冠された。フォースが存在しないかわりに特殊ビット「サイビット」を駆使した攻撃を行う。
『パーフェクト・ソルジャーズ』（1993年 アーケード）
フォースによって崩壊した地球圏を舞台にしたSF対戦型格闘ゲーム。
本家シリーズと世界観を共有しており、最後のボスや裏設定など強い関連性がある。
『R-TYPE TACTICS』（2007年9月 PlayStation Portable）
『R-TYPE』誕生20周年を記念して製作されたウォー・シミュレーションゲーム。初代『R-TYPE』から『FINAL』までのR戦闘機やバイドの兵器にオリジナルユニットを加えた、100種類以上のユニットが登場する。
『R-TYPE TACTICS II -Operation BITTER CHOCOLATE-』（2009年12月発売 PlayStation Portable）
『R-TYPE TACTICS』の続編。バイドに勝利し平和が訪れた後の人類の戦いを描く。前作の倍にあたる200種類以上のユニットが登場する。
制作にあたって公開されたPS@home「閃光煌めく宇宙空間」では、同ラウンジが閉鎖されるまでR-9を操作する3Dシューティングで遊ぶことができた。
『R-TYPE TACTICS I・II COSMOS』（2025年発売予定 PlayStation 4、PlayStation 5、Nintendo Switch、Xbox Series X/S、Steam）
グランゼーラによる『R-TYPE TACTICS』と『R-TYPE TACTICS II』のリメイク作品。本作用の追加シナリオが導入される。

## 関連作品

### 自社
『トロピカルエンジェル』（1983年 アーケード）
『FINAL』で当作をモチーフにした機体R-11S「トロピカル・エンジェル」が初登場する。
『ミスターヘリの大冒険』（1987年 アーケード）
自機「Mr.ヘリ」が『FINAL』に登場する。
『イメージファイト』（1988年 アーケード）
自機「OF-1 ダイダロス」が『FINAL』から登場する。
『ドラゴンブリード』（1989年6月 アーケード）
『FINAL』で初登場するバイド戦闘機「BX-4アーヴァンク」は当作の自機がモデル。
『Xマルチプライ』（1989年9月 アーケード）
『FINAL』と『TACTICS II』に当作の自機「X-002」をモデルとしたR戦闘機「RX-12」が登場する。
『サンダーブラスター』（1991年 アーケード）
未来における“地球人との”戦いを描いており、バイドのような敵までいるなど本家シリーズとの強い関連性が示唆されている。
『イメージファイトII』（1992年12月18日 PCエンジン）
隠し自機としてR-9Aが選択可能。また、自機「OF-3 ガルーダ」が『FINAL』に登場する。
『重力装甲メタルストーム』（1992年4月24日 ファミリーコンピュータ）
『R-TYPE』の3面ボス「グリーンインフェルノ」が背景として登場するステージがある。
『アンダーカバーコップス』（1992年7月 アーケード）
『D.A.S.』シリーズ第2弾のベルトスクロールアクション。
『FINAL』『FINAL 2』にそれぞれ登場する敵巨大ロボット“ゲインズ”“ゲインズF”は当作のマット・ゲーブルズの愛機だった。
『海底大戦争』（1993年4月 アーケード）
『D.A.S.』シリーズ第3弾の横スクロールシューティング。P2側操縦士の高原仁は『アンダーカバーコップス』のザン・タカハラの兄。
『TACTICS II』に自機「グランビア・フィメール」が、『FINAL 2』からは敵やステージも登場。
『主役戦隊アイレムファイター』（1993年 ゲームボーイ）
プレイヤー側のキャラクターとしてR-9が、ステージ1で一部敵キャラクターが登場。
『野球格闘リーグマン』（1993年10月27日 アーケード）
スーパー戦隊と野球を題材にしたベルトスクロールアクション。
ポスターに『III』のロゴが描かれており、本家シリーズとの関連性が示唆されている。
『アンダーカバーコップス・破壊神ガルマァ』（1993年12月10日 ゲームボーイ）
『アンダーカバーコップス』のカードバトルゲーム。パッケージのローザ・フェルモンドが目印。
『絶体絶命都市』（2002年4月25日 PlayStation 2）
『FINAL』のオープニングムービーに当作のタイトルの看板がある。
また、当作をモチーフにした機体“R-9WZディザスター・レポート”が初登場する。
『いくぜっ!源さん 夕焼け大工物語』（2008年 PlayStation Portable）
一部のステージに本シリーズの自機や戦艦、バイドの兵器が登場するアクションゲーム。
『パチパラ3D プレミアム海物語 〜夢見る乙女とパチンコ王決定戦〜』（2011年 ニンテンドー3DS）
本シリーズのボス“ドプケラドプス”をモチーフにしたキャラクター“ドプケラドプ娘”が登場。
『雑学クイズ大臣』（2020年3月8日 Android (オペレーティングシステム)・iOS）
本シリーズに関する問題も収録しているクイズゲーム。

### 他社
『カタキス』（1987年 コモドール64・Amiga）
ファクター5が製作した横スクロールシューティングゲーム。本作の溜め撃ち・フォースがそのまま組み込まれており、その再現度も高い。本作のリリースから数か月間で開発されたものだが、あまりに似ていたため欧州で権利を持っていたアクティビジョン・ヨーロッパから公式に『R-TYPE』を移植するかそれとも権利侵害の訴訟を受けるか宣告され、結果としてファクター5が公式に本作を移植することになった。
『ゼロウィング』（1989年 アーケード）
東亜プランが開発した横スクロールシューティングゲーム。ビットのようなオプション“ゼロウィング”が存在し、“プリソナービーム”で敵やアイテムを捕まえフォースのように前方を守ることができる。
『オルディネス』（1991年2月22日 PCエンジン）
元アイレムスタッフが立ち上げた制作会社が開発した横スクロールシューティングゲーム。当初『R-TYPE外伝』として制作されていた。
『ラストリゾート』（1992年3月23日 アーケード）
開発発売SNK (1978年設立の企業)の横スクロールシューティングゲーム。『オルディネス』同様元アイレムスタッフが係わっている。
『グレイランサー』（1992年7月17日 メガドライブ）
メサイヤ開発・発売の横スクロールシューティングゲーム。主人公は女性パイロット“ルーシア”。ビットのようなオプションが存在する他、水中戦闘も可能。
『ビューポイント』（1992年11月20日 アーケード）
開発エイコム発売サミー工業の“斜め”スクロールシューティングゲーム。ビットのようなオプションが存在する他、溜め撃ちの名称が“波動砲”。
『レイディアントシルバーガン』（1998年 アーケード）
トレジャー制作の縦スクロールSTG。R-9をモチーフとしたボス「GALLOP」が登場する。この「GALLOP」の開発段階での名称は「R-Q」であった。